# Wilstedt
Wilstedt er en kommune i Samtgemeinde Tarmstedt med godt 1.700 indbyggere (2013). Den ligger i den vestlige del af Landkreis Rotenburg (Wümme), i den nordlige del af den tyske delstat Niedersachsen. Samtgemeindens administration ligger i byen Tarmstedt.

## Geografi
Kommunen ligger syd for Tarmstedt, og floden Wörpe løber omkring nordgrænsen af kommunen. Wilstedt var endestation på den nedlagte jernbane Wilstedt–Tostedt.